# Smarves
 Smarves  es una población y comuna francesa, situada en la región de Poitou-Charentes, departamento de Vienne, en el distrito de Poitiers y cantón de La Villedieu-du-Clain.

## Demografía
| 869 | 1126 | 1490 | 2069 | 2089 | 2156 |
| Para los censos de 1962 a 1999 la población legal corresponde a la población sin duplicidades (Fuente: INSEE [Consultar]) |      |      |      |      |      |